# Valerie Ziegenfuss
Valerie Bradshaw, de naixement Valerie Ziegenfuss (San Diego, Califòrnia, Estats Units, 29 de juny de 1949) és una extennista estatunidenca de les dècades del 1960 i 1970.
Va formar part del grup de dones conegudes com a "Original 9" (juntament amb Billie Jean King, Rosie Casals, Peaches Bartkowicz, Nancy Richey, Kerry Melville, Judy Tegart Dalton, Julie Heldman i Kristy Pigeon) que es van rebel·lar contra la United States Tennis Association l'any 1970 per la desigualtat dels premis entre homes i dones. Això va permetre la creació d'un nou circuit de tennis, anomenat Virginia Slims Circuit, i que fou la base del posterior circuit professional WTA Tour.
En categoria individual no va destacar especialment, arribant a la quarta ronda d'alguns torneigs de Grand Slam però sense cap títol. En dobles va disputar un total de dotze finals, de les quals va aconseguir el títol en sis.
Va participar en els Jocs Olímpics de Ciutat de Mèxic (1968) en l'esdeveniment de tennis, que fou esport de demostració. Va disputar totes les proves en les quals podia participar, les tres de demostració (individual, dobles femenins i dobles mixts) i les tres d'exhibició (individual, dobles femenins i dobles mixts). En dobles femenins va fer parella amb la seva compatriota Jane Bartkowicz, amb la qual van aconseguir dues medalles (argent i bronze), mentre que els dobles mixts els va disputar amb James McManus sense èxit.